# حارة السلال (صنعاء)
حارة السلال هي إحدى حارات حي القاع بمديرية التحرير إحد مديريات العاصمة اليمنية صنعاء، بلغ تعداد سكانها 2066 نسمة حسب تعداد اليمن لعام 2004.

## وصلات خارجية
- World Gazetteer:Yemen
- الجهاز المركزي للإحصاء بالجمهورية اليمنية
- المركز الوطني للمعلومات باليمن نسخة محفوظة 10 أبريل 2015 على موقع واي باك مشين.